# La guerra de los sexos (programa de televisión)
La guerra de los sexos (inicialmente conocido como Ellas y Ellos en 2000) fue un programa de televisión de telerrealidad y concursos venezolano, producido y emitido por la cadena de televisión Venevisión, que fue creado, producido, dirigido y evaluado por Ricardo Peña. Creado en el año 2000 siendo producido por Peña hasta el 2009, continuando después de la muerte de Ricardo Peña. En Venezuela se transmitía dentro de Súper sábado sensacional hasta 2009, donde pasó a ser un programa independiente de 2 horas de duración a la semana a diferencia del resto del mundo donde siempre se transmitió de manera independiente.
El programa obtuvo junto con Súper Sábado Sensacional el puesto número 26 en la lista de los mejores programas del mundo en 2005 según la revista estadounidense Rolling Stone. Presentaba un formato de competencias y juegos entre varios artistas y famosos de Venezuela, Latinoamérica y España divididos en equipos de tres hombres y tres mujeres los cuales competían en distintos juegos y ddesafíos. El programa inició el 3 de junio del 2000 como un pequeño segmento dentro del estudio de Super sábado sensacional pero no fue hasta el 2 de septiembre del año 2000, cuando es reestructurado y se le cambio el nombre a La Guerra de los Sexos. Contó con la animación de Daniel Sarcos y Viviana Gibelli, con las suplencias realizadas por Aroldo Betancourt y Chiquinquirá Delgado cuando Sarcos o Gibelli no podían grabar algún programa. Tiempo después Daniel Sarcos, se retira de la animación de este en 2010 y es reemplazado por Winston Vallenilla; Aparte de los animadores el programa contó con la participación del mismo Ricardo Peña quien interpretó al Sr. Consejo de la Judicatura y con La Niña Gaby, El Moreno Michael, Banana, Ysrael Puentes, Gabriela Fleritt y César Sojo, quienes desempeñaban roles importantes en algunos juegos.
Con los años se convirtió en un programa de culto en varios países de habla hispana. El 15 de noviembre de 2015, Daniel Sarcos y Viviana Gibelli se reencontraron después de 6 años que realizaron un juego especial en Quiéreme Como Soy celebrada en el Estadio Quisqueya de Santo Domingo en República Dominicana.
A partir de 2010, Venevisión Internacional comenzó a producir en conjunto con TC Televisión desde Ecuador, una versión para la zona sur de Sudamérica quedando la versión venezolana para Centroamérica y Norteamérica hasta 2013 cuando ambas versiones llegaron a su fin.
En 2020, Daniel Sarcos obtuvo la licencia para producir 2 temporadas más del programa desde República Dominicana a través de Telesistema y posteriormente en Color Visión. En sustitución de Viviana Gibelli se contrató a Lizbeth Santos. Esta etapa duró hasta el año 2021.

## Historia

### Orígenes y antecedentes
En 1981, Ricardo Peña estrena en Venevisión un formato llamado La Batalla de los Sexos conducido por Susana Duijm y Néstor Zavarce donde las estrellas del canal competían entre sí para ver cual era el mejor equipo de entre ambos géneros. En 1984, Ricardo Peña incorporó el mismo formato en Súper Sábado Sensacional sin tener el éxito esperado. En 1996 nuevamente se reestrena el concurso, bajo la conducción de Gilberto Correa, en esta ocasión dos equipos compuestos por una estrella de televisión junto al público del programa competían para el final ganar múltiples premios.

### Ellas y Ellos (2000)
El 3 de junio de 2000 se renovó el formato, siendo conducido por Daniel Sarcos, 2 artistas de Venevision competían entre sí en diferentes pruebas, acompañados por 2 amigos esta vez llamándose "Ellas y Ellos". Los juegos y competencias se realizaban dentro del mismo estudio de Súper Sábado Sensacional y no era de mucha duración.
El programa contó con la participación de actores de la telenovela: El país de las mujeres, tras la salida del Mega Match Sensacional del formato de Sábado Sensacional en 2000, se le decidió dar una reestructuración a Ellas y Ellos.

### Relanzamiento del programa (2000-2002)
El 2 de septiembre de 2000 nuevamente Súper sábado sensacional decide relanzar el concurso esta vez se cambió el título "Ellas y Ellos" por el título "La Guerra de los Sexos", se extendió la duración del mismo y ahora se contaba con un estudio propio para el concurso. Esta vez bajo la conducción de Daniel Sarcos y ahora contando con una contra figura femenina: Viviana Gibelli, en un principio ambos solo compartirían la animación del segmento por un mes, pues Gibelli estaba de invitada mientras conducía su show Viviana a la medianoche y la idea original era que varias figuras femeninas del medio artístico condujeran el programa junto a Sarcos, sin embargo al ver el recibimiento y aceptación de la interacción de Daniel y Viviana, Ricardo Peña (creador del programa) la convence de firmar un contrato para animar con Sarcos hasta el vencimiento del contrato del segmento. La idea de darle una compañera femenina a Sarcos surgió para darle competencia a Aprieta y gana, un programa de la cadena RCTV que era la competencia del concurso.
En un principio el equipo ganador obtenía un cheque por bonificación que podían donar a alguna organización mientras que el equipo perdedor se sometía a un castigo; El programa contaba con su propio set y comenzó a ganar fama pues Venevisión invitaba grandes estrellas de otros países a participar en el programa. 
Para 2002 ya había ganado mucha fama nacionalmente, empezó a transmitirse el segmento como programa independiente en la televisión hispana, y Súper sábado sensacional aumentaba el horario del segmento durando 4 horas. 
Así, dejando desde 2002 hasta 2005 como el único segmento en el programa, (Ya que el Mega Match, que era hasta 2001 un segmento de Súper Sábado Sensacional, se convirtió en un programa independiente en 2002) que tenía 5 horas continuas (A excepción de homenajes y especiales en el programa de Súper sábado sensacional).

### Reconocimiento Internacional (2002-2004)
En 2002, 2003 y 2004, el programa ya era muy exitoso y conocido internacionalmente. La Guerra de los Sexos se hizo muchas veces multitudinaria, durante la transmisiones de la Feria de San Sebastián en San Cristóbal y en el Festival Internacional de la Orquídea, en Maracaibo desde la Plaza de toros Monumental de Maracaibo ante más de 35.000 espectadores, y otras ferias estatales donde por algunos años además de los espectáculos se hizo un corto de 3 horas del segmento. Siendo así uno de los pocos segmentos realizados fuera de los estudios de Súper Sábado Sensacional. También participó en las maratónicas ediciones del Súper Bingo de la Bondad a beneficio del Hospital Ortopédico Infantil.

#### Reorganización (2004)
A pesar de su alta sintonía y amplia aceptación del público tanto nacional cómo internacional, el programa fue objeto de críticas de parte de sectores académicos del país, que iban desde la derecha conservadora hasta la izquierda intelectual. Si bien, el público objetivo del programa era la demografía juvenil (adolescentes de 14 a 17 años y adultos jóvenes), un punto de controversia era el contenido visto cómo "inadecuado" para el público infantil (cómo los segmentos cargados de erotismo o dobles sentidos, actividades de alto riesgo y aquellas que eran percibidas cómo "humillantes"). Éstas críticas llegaron al punto de que voceros del Gobierno del entonces presidente Hugo Chávez criticaron abiertamente el contenido del programa, tildándolo públicamente de "televisión basura".
A esto hay que sumar que la experiencia de algunos concursantes habría sido negativa (esto debido a las actividades más "humillantes" o peligrosas, con La cámara de la tortura siendo el principal objeto de discordia), en algunos casos incluso negándose a volver a aparecer en el programa nuevamente. Notable es el caso del actor humorístico Koke Corona, quien participó en tres ocasiones en su personaje de El Loco Hugo de Bienvenidos, siendo en la tercera y última dónde fue notable su malestar tras el mencionado segmento (con Viviana Gibelli notablemente contrariada tratando de mediar con él), así cómo su repentina desaparición durante el segmento de despedida (con Daniel Sarcos resaltando que "se dió a la fuga" en plena transmisión). Esto (sumado a la falta de trabajo de parte del canal tras la cancelación de Bienvenidos y supuestos malos tratos en sus últimos años cómo trabajador bajo contrato de la planta) haría que Corona criticara abiertamente a Venevisión por la experiencia.
Debido a todo esto, para 2005, el programa fue reorganizado para eliminar el contenido visto cómo "inapropiado" para los niños o que pudiera perjudicar a los concursantes y así evitar más problemas de relaciones públicas.

### Rumbo a la Cancelación (2005-2006)
Para 2005, empezaron los rumores de la posible cancelación de La Guerra de Los Sexos para 2006, debido a que su contrato desde el 2001 tenía límite de 5 años (Sin contar el año 2000) finalizaba en 2006 y también que la producción decidió reestructurar el programa "Mega Match" y darle una nueva cara, y para lograr esto, se tenía que dar la finalización de este segmento para mudar la producción al nuevo programa, la cual se llamaría "El Gran Navegante". Y así fue el último segmento en la edición de 2006 fue a mediados de diciembre. En ese momento, el set se había convertido en una zona de homenaje al programa, y de muchos sentimientos al saber que el fin llegó a La Guerra de Los Sexos, el segmento que ha dado el mayor éxito en la televisión Venezolana para aquel entonces, finalizó con una competencia especial y un homenaje al mismo programa. 

### Rumores y el regreso del programa (2006-2009)
A finales de 2006, como todos los principios del año, con la presentación de las preventas de Venevisión, se mencionaba la transmisión del programa para 2007, pues no fue así, durante 2007 y 2008 los canales internacionales transmitían repeticiones de las ediciones anteriores, debido a la inexistencia de nuevas producciones. Los canales esperaban respuesta del canal para saber si seguiría la transmisión del programa o segmento en Súper sábado sensacional. 
El público nacional pasaba por los estudios de Venevisión para dar peticiones para que transmitiesen de nuevo el programa, pues gracias a esto, junto con el hecho de que el programa "El gran navegante" no lograba el índice de audiencia que se esperaba por parte de la producción, trajo como consecuencia que Venevisión renovará a La Guerra de los Sexos para una nueva temporada que iniciaría a principios de 2009.
En febrero de 2009, Ricardo peña anunció que ya el nuevo escenario del programa esta completado y que Gibelli regresaría junto a Sarcos hasta que entrara en la fase prenatal de su embarazo, el 7 de marzo de 2009, se estrenó la nueva temporada de  La Guerra de Los Sexos. Gibelli hizo su primera aparición en la televisión embarazada y posteriormente se despidió de la Guerra de los sexos el 11 de abril del mismo año por su embarazo y su reemplazo fue Norelys Rodríguez. Al día siguiente de la transmisión del 11 de abril nació su hija Aranza. El 30 de mayo de 2009 Norelys Rodríguez se despidió del programa, siendo la última emisión de La Guerra de los Sexos en Super Sábado Sensacional. Viviana Gibelli volvió al programa el 3 de junio de 2009.

#### Muerte de Ricardo Peña
La noche del 29 de septiembre del mismo año, fallece en su hogar a los 68 años Ricardo Peña, quien fuese el creador del programa, productor, y la voz del "Sr. consejo" luego de haber producido por última vez su entonces programa La guerra de los sexos.

### Segunda Generación (2010-2013)
En 2010, Daniel Sarcos se retira de la animación de Súper sábado sensacional y La guerra de los sexos, por nuevos proyectos que tenía en República Dominicana y Ecuador. Sarcos propuso a la producción que el regresaría los días indicados de la filmación del programa pero Venevision se negó rotundamente afirmando que sería una infracción al contrato de Daniel Sarcos quien a su vez renuncia a Venevisión porque no se le renovaría su contrato al pertenecer a una televisora extranjera, para luego nombrar como sucesor a Winston Vallenilla. A partir de este año, Venevisión Internacional comienza a producir dos versiones del programa siendo la venezolana la que se emitía para Centroamérica y Norteamérica, mientras que desde Ecuador en los estudios de TC Televisión se grababa una versión para el sur de Sudamérica con la animación de Gabriela Pazmiño Pino y Fabrizzio Ferretti
A partir del 11 de abril de 2010, el programa cambia de horario, pasando a los domingos a la misma hora, desde las 7:00 hasta las 9:00 p. m. (Horario de Venezuela).
En 2013 el programa disminuye y retrasa sus grabaciones por hechos políticos que sucedieron en el país, teniendo que retransmitir algunos programas de 2012 tras el fallecimiento del productor de variedades de Venevisión, Joaquín Riviera.

### Fin del programa en Venevision (2014-2015)
En 2014 la animadora del programa Viviana Gibelli anuncio públicamente a través de una entrevista en el diario El Universal la salida del aire del programa debido a problemas "estrictamente" económicos, resalto que le hubiese encantado despedirse de su público y no descartó que pudiese haber en un futuro una nueva temporada con otro animador. Esta cancelación fue tanto de la versión producida en Venezuela como de la ecuatoriana. Posteriormente Winston Vallenilla respondería sobre la entrevista con que el programa "no sale más no por falta de bolívares" sino porque es una clase de "arremetida contra los artistas chavistas".
Para marzo de 2015 se empieza a tener una nueva reestructuración, entre ello, la búsqueda de un nuevo presentador, ya que Winston Vallenilla pasó a ser presidente del canal estatal TVes, aunque este comentó que seguiría con la conducción del programa.
Ese mismo año, el otrora conductor del programa y en ese entonces presidente de TVes, Winston Vallenilla, confirmó que la televisora estrenaría el programa "En mi casa mando yo" como una versión del programa, de la cual habían adquirido parte de la utilería y escenografía, pero Venevisión amenazó a Vallenilla con demandarlo por los derechos del programa. Esto, sumado a críticas de simpatizantes del chavismo contra la transmisión de este tipo de programas, fueron las razones por las que el proyecto no salió al aire.

### Sábado loco loco (2018)
En inicios de septiembre de 2018, Venevisión celebró el 18° Aniversario de la emisión del primer programa de La Guerra de los sexos organizando una guerra especial entre los animadores de Portada's y los reporteros de El Noticiero Venevisión, bajo la animación de Fanny Otatti y Henrys Silva contando con el sistema de puntos de la guerra de los sexos original y como jurado a la Señora Autoridad.

### Retransmisiones
A partir del 16 de agosto de 2015, Venevisión empezó a retransmitir programas de 2009 los domingos a las 11:00 a. m.. Luego cambia de horario a las 8:30 p. m. y luego a las 12:00 p. m.. El 1 de mayo de 2016 comenzaron las retransmisiones de los programas de 2006 a la 1:00 p. m. y luego cambia de horario a las 4:30 p. m. (luego de la transmisión del béisbol de Grandes Ligas en el espacio El Juego de la Semana).
En 2017 nuevamente se retransmiten los programas de la temporada 2009 a las 12:30 p. m. en el horario de dicho país. El 9 de septiembre de 2018 inician las retransmisiones de la temporada 2005 a la 1:00 p. m.(Después de las retransmisiones El Gran Navegante) arrancando con la edición Gorditas Contra Misters (Quinto programa de 2005). En 2019, para el mes de octubre, noviembre y diciembre, se retransmiten algunos programas de las temporadas 2001 y 2004, está última también retransmitida en enero de 2020 hasta mediados de febrero cuando se volvió a retransmitir la temporada 2009.
En el primer trimestre de 2017, la señal de Venevisión USA comienza a retransmitir los programas de 2004, ya para finales del mismo año comienzan a retransmitir los programas de 2003 y de julio de 2018 en adelante transmiten la temporada 2005, en 2019 retransmiten los episodios de 2006.
Siguieron las retransmisiones del programa cuando la señal de Venevisión USA pasó a ser la señal de Ve Plus en los Estados Unidos, a finales de 2019 comenzaron las retransmisiones de la temporada 2009, para agosto de 2020 comenzaron a transmitir los programas de 2010, en 2021 transmitieron los programas de 2011 y 2012 hasta 2022 cuando Ve Plus paró de retransmitir los programas de Venevisión. Este programa no se retransmitió en la señal de Ve Plus en Latinoamérica.

## Adaptación en República Dominicana
En 2019, Daniel Sarcos anunció que obtuvo la licencia de Cisneros Media para producir dos temporadas del show pero no en Venezuela sino desde República Dominicana. Esta vez la producción fue trasladada de Venevisión a Telesistema y posteriormente a Color Visión, Sarcos estuvo como productor ejecutivo y regreso varios de los juegos originales del programa. También se trajo de regreso al personaje de "El Señor Consejo de la judicatura" que había salido del show en 2009 por el fallecimiento de su intérprete, así como el uso tema musical original del programa que había sido cambiado en 2012, sin embargo Viviana Gibelli descarto a los medios un posible regreso a conducir el programa pues no quería mudarse de Venezuela y estaba en otra etapa de su vida.
Por otro lado Sarcos buscó que la nueva presentadora fuera dominicana y entre las que hicieron el casting eran Honey Estrella y Lizbeth Santos, siendo ella escogida como la presentadora. El show se estrenó el 23 de febrero de 2020, pero algunos programas se grabaron vía Zoom tras varios inconvenientes con la pandemia del Covid-19. El programa se transmitió hasta 2021.

## Formato

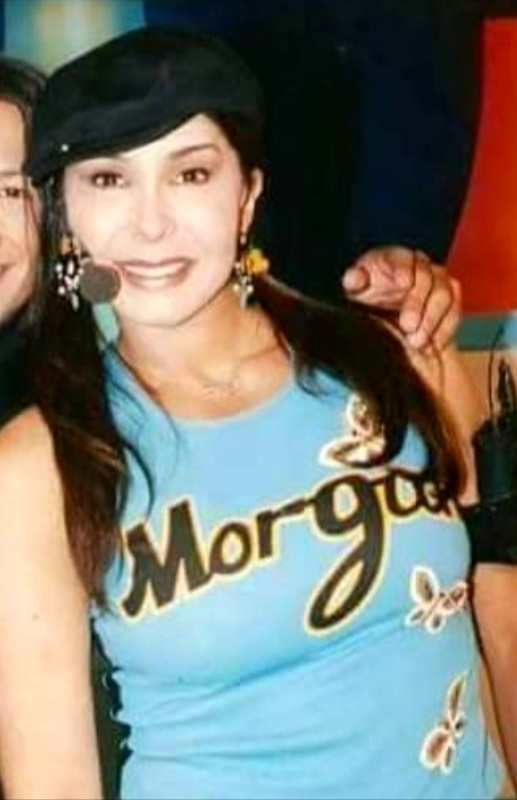
Viviana Gibelli, rostro femenino del show.

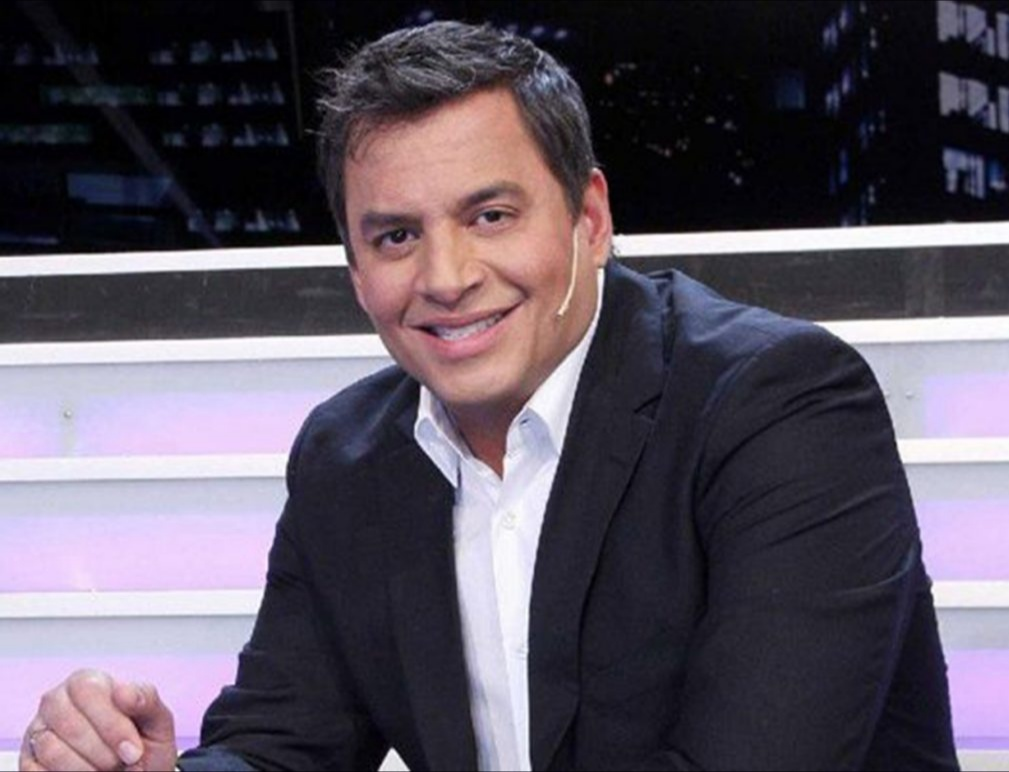
Daniel Sarcos, rostro masculino del show hasta 2009.

Al principio como Ellas y Ellos el programa contaba con solo la conducción de Daniel Sarcos, y la duración del espacio era corta, consistía en 2 equipos liderados por 2 estrellas de Venevisión, fue a partir del 2 de septiembre de 2000 y que con el cambio de nombre el programa se iniciaba con una presentación de los dos equipos de competidores. Cada equipo está compuesto por tres hombres y tres mujeres (Actores, Humoristas, Cantantes, Personajes, Reinas de belleza, modelos, Bandas o personalidades famosas de la televisión hispana), aunque existieron programas especiales donde los equipos estaban integrados por hasta 6 participantes e incluso algunas ediciones especiales contaron la participación de invitados ajenos al medio artístico; Viviana y Daniel (Winston entre 2010 a 2013) son los líderes de los equipos; En la presentación del programa, los presentadores presentan de uno a uno a sus competidores del día y después explican algunas de las pruebas y desafíos a los cuales los participantes deberían enfrentarse en el programa. La presentación transcurría en algún escenario inflable o vehículo siendo de 2000 a 2002 el uso de El Bus Sensacional del cual bajaban los presentadores y los competidores pero a partir de 2003 se usaron juegos inflables: Un Tobogán (2003), un Ring de Boxeo (2004), un Dragón Gigante (2005) y un Castillo (2006), en el 2009 regresan los vehículos siendo usado un tren de juguete para dicha temporada y tractores en las posteriores. La presentación del show variaba en emisiones especiales con temática de Carnaval, Navidad, Halloween, Juegos olímpicos o Mundiales de fútbol donde a veces habían coreógrafias de Mery Cortez
Las competencias o desafíos del show variaban entre juegos de suerte, destreza, valentía, inteligencia o hasta algunos que podían resultar peligrosos o asquerosos, la dinámica del programa desde 2000 hasta mediados de 2004 consistía en que en cada juego el equipo ganador obtenía 100 Puntos y en los desafíos 200 Puntos, en caso de empates se daba la mitad de puntos para ambos equipos y al final del programa el equipo que haya ganado la mayor cantidad de puntos gana mientras que el perdedor era sometido a un castigo: La ducha de la vergüenza (2000-2002), El castigo de la Espuma (2003) y El castigo de los chaparrones (2004).
Inicialmente en la gincana final: La memoria y la pista los equipos podían cuadruplicar sus puntajes, posteriormente en 2003 se introdujeron 2 nuevas dinámicas que eran capaces de alterar los resultados del puntaje, siendo la primera El Suspenso del público donde durante toda una semana los televidentes a través de mensajería de texto votaban por los equipos y al grabarse el programa, quien haya obtenido más votos obtenía 100 puntos otorgados por los votantes, además de que se introdujo Las palpitaciones, una gincana en la cual un representante de cada equipo debía someterse a responder 3 preguntas con opciones y cuyo tiempo era medido en base sus pulsaciones cardíacas, si el participante contestaba las preguntas correctamente obtendría 300 puntos pero de lo contrario perdería 200 de los acumulados, este método se utilizó hasta principios del 2004.
Solo en 2004 se introdujo  "Todos contra Todos", un segmento especial totalmente independiente del puntaje, donde los concursantes competían individualmente para ganar dinero sin importar su nacionalidad, en la gincana cualquiera podía estar a punto de ganar o perder, pues si un participante ganaba (colocando un siete o un medio) obtendría el dinero pero en cambio si perdía todo el dinero pasaría a jugarse al siguiente programa con otros invitados (cuando los dos participantes colocan un siete o un medio o un siete y un medio simultáneamente).
Desde agosto de 2004 se elimina el sistema de puntos para usarse el método de El Rascacielos donde en vez de puntos, los competidores tras ganar un juego tenían derecho a escoger una de las 10 llaves que se utilizarán al final del programa para determinar al ganador, en casos de empates se utilizaba un dado (marcado con rosa/signo femenino y azul/signo masculino) para decidir quien ganaba la llave. Al final del programa los equipos utilizaban las llaves ganadas a lo largo de las competiciones para accionar alguna de las 10 cerraduras de El Rascacielos de las cuales el equipo que accionara la cerradura cuyo ascensor llegase a la cima del rascacielos ganaba automáticamente el programa; Este método se usó para hacer más variados los resultados del programa y evitar empates pues ahora todo dependía de la suerte ya que el equipo con más llaves tendría la oportunidad de accionar más cerraduras sin embargo el equipo que tuviese menos llaves también tendría posibilidad de ganar pues solo una cerradura daba la victoria, y quien accionara la cerradura del ascensor correcto ganaría.
En 2006 se deja a un lado el sistema de El rascacielos para usarse Las Puertas de la Guerra donde al igual que en el rascacielos: Los equipos ganaban llaves durante todo el programa para usarlas en el juego final donde existían 10 puertas, cada llave abría una puerta pero solo detrás de una de esas puertas se encontraba el logo del programa, quien abriese la puerta con el logo automáticamente le daría la victoria a su equipo; Además se usó un trompo marcado con rosa y azul para desempatar algunas gincanas y determinar al ganador de la llave. En 2009 se utiliza el Rascacielos que no aparecía desde la temporada 2005. 
Para 2010 se utiliza un método similar al rascacielos aunque consistía en accionar cerraduras que armaban el nombre del programa en una pantalla gigante, el equipo que accionara la cerradura que armará el nombre del programa le daba la victoria a su equipo. En 2011 se utiliza una versión mejorada del rascacielos donde quien golpea con mayor fuerza con un mazo hace llegar al piso 12 del rascacielos. 
En ese mismo año, La Guerra de los Sexos introdujo una ginkana después de toda la historia del programa El reglamento secreto del mismo nombre en la cual uno de los dos equipos que acumule todas las llaves del programa (10 llaves), en el juego final se decide por medio de unos sobres, se escoge al azar y lo rectifica que equipo toma algunas o todas las llaves según la suerte, y si muestra que todas las llaves se quede en el equipo contrario, gana automáticamente la edición de la guerra de los Sexos sin rascacielos
En 2012 se aplica el clásico sistema de puntos aunque se juegan más o menos de 100 Puntos, además de incluirse el "Strepito" donde al terminar cada ginkana los participantes podían ganar o perder puntos dependiendo del reto tras mal recibimiento se decidió en 2013 que volviese el clásico rascacielos.
En el programa los juegos eran evaluados por el Señor consejo de la Judicatura (interpretado por Ricardo Peña) quien era la máxima autoridad del programa siendo quien imponía orden, descalificaba las trampas y determinaba quien ganaba los puntos o llaves. Tras el fallecimiento de Peña, el jurado sufrió un cambio por distintos personajes que básicamente cumplían la misma función de hacer cumplir las reglas.

### Cambio de segmento a programa independiente
La Guerra de los Sexos deja de transmitirse como un segmento de Super Sábado Sensacional el sábado 30 de mayo de 2009. El miércoles 3 de junio de 2009, hace su primera transmisión como programa independiente, esto con el fin de dar más prioridad al segmento "El Precipicio Reforzado" dentro del programa sabatino; ahora el programa se transmitía los días miércoles a las 7 p. m. justo después de la teleserie juvenil Somos tú y yo y se reduce de 4 horas a 2 horas por programa.
Se redujo el número de juegos de entre 10, 9 o 8 gincanas por programa a tan solo 6 o 7 por cada episodio grabado.

## Gincanas
- Los Globos / El Chinchorro  / El Globo Hamaca
- Viva la Poceta
- El Paredón y la Víctima / Corre y Canta
- El Animal Secreto / La Cámara de la Tortura
- Explota la Bomba
- El Acribillado / El Acribitorta
- Los Casi Cocineros / Los Casi Lavadores / Los Casi Reposteros
- La Bañera Jabonosa / Báñate y Cámbiate
- La Silla Eléctrica / La Tortura del Hielo / El Gran Chaparrón
- La Cama Loca / El Sofá Loco
- Tumbe una Estrella
- Las Palpitaciones
- El Juego de la Verdad
- El Juego de los Gestos / Donde Estoy, Con Quien Estoy y Que Estoy Comiendo
- Los Strippers / El Striptease Intelectual
- El Suplicio de la Tabla de Surf
- Los Chismosos
- El Baile de la Niña / El Baile de la Niña y el Niño
- Los Forzudos / El baile del Koala
- La Carrera de las Avestruces / La Carrera De Los Caimanes / La Carrera de los Burros
- El Piso Fantasma
- Peor que Eso / La Canción Fatal
- El Personaje Incógnito
- La Hora Loca
- La Llave de Oro
- Los Viajeros
- Los Dados Trágicos / Las Gallinas Trágicas / El Show de los Obstáculos
- El Laberinto a Ciegas
- El Maratón Musical
- Don Francisco y El Chacal / Juanga y El Chacal / Doña Blancanieves y El Chacal / José Feliciano y El Chacal
- El Muro de Rocky
- Los Rueda Locos
- Las Puertas Locas
- Todos contra Todos
- El Laberinto de los Animales
- Los Payasos Barrenderos
- El Escape De La Celda
- La Memoria y La Pista
- El Rascacielos
- Las Puertas de La Guerra

## Ediciones especiales
- La Guerra de los sexos en el Festival Internacional de la Orquídea: Fueron unas ediciones que se realizaron desde Maracaibo en el marco de la celebración del Festival Internacional de la Orquídea en Súper Sábado Sensacional desde la Plaza de toros Monumental de Maracaibo ante más de 10.000 espectadores donde se realizó la guerra en un corto de tres horas, durante 2000, 2003 y 2004. Un hecho que marco historia en el Festival y que provocó su transmisión no sólo en esta celebración sino en otras ferias estatales como Feria Internacional del Sol, en Mérida, Venezuela y la Feria Internacional de San Sebastián en el Estado Táchira en 2001 y 2002 respectivamente.
- La Guerra de los Sexos en el Súper Bingo de la Bondad del Hospital Ortopédico Infantil en 2001 en las calles de Caracas.
- La Guerra de las Guerras: Fue un programa especial emitido el 10 de mayo de 2003, donde en lugar de competir hombres y mujeres como de costumbre, compitieron en realidad Luis Chataing y Daniel Sarcos para demostrar cual era mejor presentador; Por el equipo de Sarcos también concurso su entonces novia, Chiquinquirá Delgado y el actor Luis Gerónimo Abreu mientras que a Chataing lo acompañaron sus amigos del medio artístico: Carolina Perpetuo y Daniel Elbitar.
- Despedida de Soltero fue un Especial transmitido el 16 de agosto de 2003 donde se enfrenta Daniel Sarcos y su entonces prometida Chiquinquira Delgado. Se realizaron 5 Canciones para este Especial.
- La Guerra del Telecorazón 2004: Emisión especial del mes de mayo de 2004 donde los equipos estuvieron integrados por estrellas de otras cadenas de televisión de Venezuela como Winston Vallenilla, Juan Carlos Alarcon, Chantal Baudaux y María Alejandra Requena por Radio Caracas Televisión y Norelys Rodríguez junto a Rodolfo Gómez Leal en representación de Televen.

## Elenco

### Presentadores
| Nombre                | Ingreso                    | Salida                         | Rol                    | País                             |
| --------------------- | -------------------------- | ------------------------------ | ---------------------- | -------------------------------- |
| Daniel Sarcos         | 3 de junio del 2000 / 2020 | 16 de diciembre de 2009 / 2021 | Presentador principal  | Venezuela y República Dominicana |
| Viviana Gibelli       | 2 de septiembre del 2000   | 22 de diciembre del 2013       | Presentadora principal | Venezuela                        |
| Winston Vallenilla    | 24 de febrero del 2010     | 22 de diciembre del 2013       | Presentador principal  | Venezuela                        |
| Gabriela Pazmiño Pino | 2010                       | 2013                           | Presentadora principal | Ecuador                          |
| Fabrizzio Ferretti    | 2010                       | 2013                           | Presentador principal  | Ecuador                          |
| Lizbeth Santos        | 2020                       | 2021                           | Presentadora principal | República Dominicana             |
| Aroldo Betancourt     | 2001                       | 2003                           | Presentador invitado   | Venezuela                        |
| Chiquinquirá Delgado  | 2001                       | 2005                           | Presentadora invitada  | Venezuela                        |
| Liliana Rodríguez     | 2000                       | 2000                           | Presentadora invitada  | Venezuela                        |
| Víctor Cámara         | 2001                       | 2001                           | Presentador invitado   | Venezuela                        |
| Carolina Perpetuo     | 2001                       | 2001                           | Presentadora invitada  | Venezuela                        |
| Norelys Rodríguez     | 2009                       | 2010                           | Presentadora invitada  | Venezuela                        |
| Leonardo Villalobos   | 2009                       | 2009                           | Presentador invitado   | Venezuela                        |
| Carolina Indriago     | 2011                       | 2012                           | Presentadora invitada  | Venezuela                        |
| Mariela Celis         | 2013                       | 2013                           | Presentadora invitada  | Venezuela                        |

### Jurado
| Nombre                           | Intérprete                                                                                 | Período   | Rol             |
| -------------------------------- | ------------------------------------------------------------------------------------------ | --------- | --------------- |
| El Sr. Consejo de la Judicatura  | Ricardo Peña                                                                               | 2000-2009 | Juez principal  |
| El Consejito                     | Juan Carlos Dávila                                                                         | 2003-2009 | Juez Invitado   |
| La Sra. Conseja de la Judicatura | Sol Gardez                                                                                 | 2009      | Jueza principal |
| Doña Gumercinda                  | Jossué Gil                                                                                 | 2009-2010 | Jueza Invitada  |
| Juanga                           | El Moreno Michael                                                                          | 2009      | Juez Invitado   |
| La Autoridad                     | Juan Carlos Dávila (2009) Como Invitado, (2010) Como Juez Principal Euro Navas (2011-2013) | 2009-2013 | Juez principal  |
| La Autoridadcita                 | Euro Navas                                                                                 | 2013      | Juez invitado   |

### Otros actores
| Personaje                                  | Intérprete                               | Periodo   | Gincana                                                               |
| ------------------------------------------ | ---------------------------------------- | --------- | --------------------------------------------------------------------- |
| Ernesto Parilli                            | Ernesto Parilli                          | 2000-2004 | Él animal secreto / La cámara de la tortura                           |
| Jean Claude Benichou "El profesor tamao"   | Jean Claude Benichou "El profesor tamao" | 2002-2003 | El desafío                                                            |
| Mister Banana                              | Mister Banana                            | 2005      | Los Forzudos                                                          |
| La Bruja Samantha                          | Betty Hass                               | 2005      | Sección Especial                                                      |
| Don Francisco / Juanga / Doña Blancanieves | El Moreno Michael                        | 2005-2012 | Don Francisco / Juanga / Doña Blancanieves y El chacal de la Trompeta |
| El Chacalito                               | Ysrael Puentes                           | 2005-2012 | Don Francisco / Juanga / Doña Blancanieves y El chacal de la Trompeta |
| Chupatalhueco, el pollo                    | Ysrael Puentes                           | 2010      | Corre y Canta                                                         |
| La Niña Gaby                               | La Niña Gaby                             | 2004-2009 | El baile de la niña El baile de la niña y el niño                     |
| La chacalita                               | La Niña Gaby                             | 2009      | Don Francisco y el chacal                                             |
| Merven "Abel Paredes"                      | Merven "Abel Paredes"                    | 2004      | El desafío                                                            |
| Mesero de la cena imposible                | José Santaella                           | 2002-2003 | El Animal Secreto                                                     |
| Víctimas del Paredón                       | Gabriela Fleritt César Sojo              | 2000-2003 | El paredón y la victima                                               |

## Banda sonora y música

### Canciones
Dentro del show se utilizaron distintos temas musicales para armonizar ginkanas o de fondo, algunos de ellos en su mayoría eran temas de origen argentino.
| Canción              | Intérprete             | Gincana                         |
| -------------------- | ---------------------- | ------------------------------- |
| El Bum Bum           | La Mona Jiménez        | Los Globos Los Forzudos         |
| La cebolla           | La Mona Jiménez        | Los casi cocineros Los Forzudos |
| La oreja             | La Mona Jiménez        | Los casi lavadores              |
| Mesa que más aplauda | Grupo Clímax           | El Baile de la Niña             |
| Pasa pal' fondo      | La Mona Jiménez        | El Baile de la Niña             |
| Kulikitaka           | Toño Rosario           | El Baile de la Niña             |
| La gata              | Flor de la V           | El Baile de la Niña             |
| Camarón (Remix)      | Ricky Maravilla        | El Baile de la Niña             |
| Dale maraca          | Los sultanes           | El Baile de la Niña             |
| El Zancudo loco      | Los Rebeldes del Swing | El Chinchorro                   |
| El Gusano            | Miguel Moly            | El Chinchorro                   |
| La matraka           | Miguel Moly            | El Chinchorro                   |

### Jingles
Al volver de comerciales o cuando un equipo ganaba una ginkana, desafío o el programa sonaban jingles del respectivo equipo, en algunas temporadas por lo general se introducían nuevos jingles.
| Temporada | Jingles femeninos | Jingles masculinos | Compositores              |
| --------- | --- | --- | ------------------------- |
| 2000      | - La mujer hace postgrado, el hombre hace mandados - Papelillo, serpentina, la mujer es la que domina | - Los Hombres pa'riba, la mujeres pa'bajo - Trombón, trompeta, los hombres se respetan | Isaías Urbina Eli Cordero |
| 2001-2002 | - Mujeres, mujeres, nosotras las mujeres estamos al poder (hey), ya los hombres como siempre los vamos hacer perder - Las mujeres al hombre tenemos, comiendo siempre de nuestra mano, y se arrastan como unos gusanos, porque siempre los derrotaremos - Los hombres siempre dan pena, y son unos fracasados, por eso nunca han ganado, y las mujeres, siempre, siempre vencerán | - Venimos los machos... Machos de verdad, venimos los machos... Machos de verdad, y las mujeres jugando, perderán una vez más - Fuertes y varoniles somos los hombres que estamos hoy aquí, machos pa' que respeten de las mujeres nos vamos a reír, ja ja, ja ja ja ja, ja ja, ja ja ja ja, ¡las mujeres fuera de aquí! | Isaías Urbina Eli Cordero |
| 2003      | - ¡Chulos por aquí... Chulos por allá! A esos zánganos perversos los vamos a reventar (×2) - Somos mujeres, somos mujeres, en este juego vamos a ganar, y todos los hombres como perros los sacaremos a pasear (×2) | - Las mujeres a ocuparse de la casa y los hombres hoy llegamos a humillarlas, por que ellas son siempre de mente escasa y nosotros le damos palo a esas cuaimas (×2) - El hombre es, el que pega más duro, ¡el más fuerte y Maduro! Que las hace llorar, mucho más, mucho más (x2)                                       | Isaías Urbina Eli Cordero |
| 2004      | - A los hombres los vamos a enterrar en un hoyo, ellos se lo merecen por ser mentepollo (×2) - Los vamos a matar, los vamos a matar... A todos esos hombres vamo' a pisotear (×2) - ¡Hombres no quieren servir! ¡Hombres no saben jugar! ¡Hombres se tienen que arrodillar! (×2)                                                                                                  | - Van a perder, van a llorar, a patalear... ¡A las mujeres las vamos a reventar! (×2) - Vayan a planchar, dejen de jugar... ¡Porque esta noche las vamos aplastar! (×2) - Nosotros los machos mandamos... Porque las mujeres no tienen cerebro (×2)                                                                      | Isaías Urbina Eli Cordero |
| 2005-2006 | - ¡A todos los hombres los tenemos locos... Y perderán poquito a poco! (×2) - Están soñando si creen que van ganando, son unos gallos su juego se está terminando (×2) - Son como pollitos los hombres de esta guerra, juegan como niñitos, lo que nos dan es pena (×2) | - Ni que vengan de donde vengan, las mujeres no triunfarán, son los hombres los que mandamos, los machones van a ganar (x2) - Parecen una escoba con pelos en la punta y nunca habíamos visto a tantas brujas juntas (×2) - Mujeres a temblar porque llegó la fuerza, parecen renacuajos, lo que dan es vergüenza (×2)   | Isaías Urbina Eli Cordero |
| 2009      | - Nos gusta ve' a los hombres... pidiéndonos cacao... Abajo arrodillao'.. ¡Arriba mujeres! - Todos los hombres... son mamarrachos... los ponemos a cuidar muchachos - Las mujeres pa'rriba y los hombres pa'bajo | - Son unas mentirosas, que no sirven pa' nada, se la pasan techadas y no van a ganar - Nosotros somos los machos, las mujeres no tienen vida, el hombre manda en la casa y la mujer en la cocina - Te ves gorda, agarra escoba, ve al gimnasio... no seas tan floja                                                      | Isaías Urbina Eli Cordero |

## Episodios
| Temporada | Número de episodios                  | Primera emisión         | Última emisión          |
| --------- | ------------------------------------ | ----------------------- | ----------------------- |
| 2000      | 15                                   | 2 de septiembre de 2000 | 9 de diciembre de 2000  |
| 2001      | 45                                   | 20 de enero de 2001     | 15 de diciembre de 2001 |
| 2002      | 42                                   | 12 de enero de 2002     | 30 de noviembre de 2002 |
| 2003      | 41                                   | 22 de febrero de 2003   | 6 de diciembre de 2003  |
| 2004      | 44                                   | 7 de febrero de 2004    | 11 de diciembre de 2004 |
| 2005      | 39                                   | 26 de febrero de 2005   | 10 de diciembre de 2005 |
| 2006      | 36                                   | 11 de febrero de 2006   | 9 de diciembre de 2006  |
| 2009      | 45 (Incluyendo 5 episodios inéditos) | 7 de marzo de 2009      | 16 de diciembre de 2009 |
| 2010      | 43 (Incluyendo 5 episódios inéditos) | 24 de febrero de 2010   | 28 de noviembre de 2010 |
| 2011      | 37 (incluyendo 2 episodios inéditos) | 13 de marzo de 2011     | 4 de diciembre de 2011  |
| 2012      | 41 (incluyendo 2 episodios inéditos) | 26 de febrero de 2012   | 30 de diciembre de 2012 |
| 2013      | 16                                   | 21 de abril de 2013     | 22 de diciembre de 2013 |

## Invitados internacionales
| Temporada           | Producción                  | Participantes masculinos | Participantes femeninos |
| ------------------- | --------------------------- | --- | --- |
| 2001-2002 2004-2005 | El Chavo del 8              | Carlos Villagrán, Edgar Vivar | María Antonieta de las Nieves |
| 2002                | Como en el cine             | Mauricio Ochmann, Sergio Mayer, Pablo Azar, David Zepeda, Hugo Esquinca, Juan Alfonso Baptista, Alberto Mayagoitía, Carlos East Jr., Ernesto East, Héctor Soberón                                   | Lorena Rojas, Ninel Conde, Alejandra Lazcano, Geraldine Bazán |
| 2002                | Amigas y Rivales            | Gabriel Soto, Eduardo Santamarina, Arath de la Torre, René Strickler, Rodrigo Vidal | Ludwika Paleta, Adamari López, Joana Benedek, Michelle Vieth, Manuela Ímaz, Nailea Norvind                                                                              |
| 2002                | Salomé                      | Rodrigo Vidal, Miguel Ángel Cardiel, Roberto Vander, José María Torre, Rafael Amaya, Sebastián Ligarde                                                                                              | Edith González, Monika Sánchez, Rosita Pelayo, Jackeline Arroyo, Alejandra Procuna                                                                                      |
| 2002-2003           | Gata Salvaje                | Mario Cimarro, Osvaldo Ríos, Fernando Carrera, Juan Alfonso Baptista, Ariel López Padilla, Rodrigo Vidal                                                                                            | Marlene Favela, Liliana Rodríguez, Marjorie de Sousa, Aura Cristina Geithner, Jessica Cerezo, Mara Croatto, Ana Karina Casanova, Marisela Buitrago, Christina Dieckmann |
| 2004                | Clase 406                   | Christian Chávez, Alfonso Herrera, Luis Fernando Peña, Francisco Rubio, Miguel Rodarte, Sergio García, Jorge Veytia, Aitor Iturrioz, Giovan D'Angelo, Andrés Montiel, Frantz Cossío                 | Dulce María, Araceli Mali, Samantha López, Marie Tere Benes, Karla Cossio, Francesca Guillén, Vilma Sotomayor                                                           |
| 2004                | Amarte es mi pecado         | Sergio Sendel, Mauricio Aspe, Roberto Ballesteros, Alejandro Ruiz | Yadhira Carrillo, Verónica Jaspeado, Ingrid Martz, Daniela Zavala, Farah Abud                                                                                           |
| 2004                | Jappening con Já            | Patricio Torres | Sin representación |
| 2004-2009           | Sábado Gigante              | Adonis Lozada | Sin representación |
| 2004-2005           | Ángel rebelde               | Ricardo García, Franklin Virgüez, Raúl Olivo, Andrés Mistage, Carlos Augusto Maldonado | Maritza Rodríguez, Alba Roversi, Annette Vega, María Antonieta Duque, Desideria D'Caro, Inés María Calero                                                               |
| 2005                | Inocente de ti              | Abraham Ramos, Miguel Loyo | Altair Jarabo, Virna Flores |
| 2005                | La Esclava Isaura           | Sin representación | Bianca Rinaldi |
| 2005                | Apuesta por un amor         | Sin representación | Carmen Becerra |
| 2005                | La madrastra                | Miguel Ángel Biaggio, Mauricio Aspe | Ximena Herrera, Mariana Ríos, Rocío Cárdenas |
| 2005                | La mujer en el espejo       | Juan Alfonso Baptista, Paulo Quevedo, Andrés Felipe Martínez, Alfredo Ahnert, Javier Gómez, Raúl Gutiérrez, Didier Van Der Hove, Víctor Rodríguez, Glenmi Rodríguez                                 | Paola Rey, Sandra Beltrán, Leonelia González, Rossana Fernández Maldonado, Natalia Bedoya, Kristina Lilley, Olga Salgado, María Adelaida Puerta                         |
| 2005-2006           | Rebelde                     | Aitor Iturrioz, Patricio Borghetti, Carlos Balart, Eleazar Gómez, Tony Dalton, Miguel Rodarte, Felipe Nájera, Alejandro Peraza, Damián Fuentes, Oswaldo Zárate, Lisardo, Marco Valdés, Carlos Girón | Grettell Valdez, Yessica Salazar, Cynthia Copelli, Fernanda Polín, Zoraida Gómez, María Fernanda Malo, Estefanía Villarreal                                             |
| 2006                | Soñar no cuesta nada        | Cristian de la Fuente, Víctor Cámara, Rodrigo Mejía, Andrés García Jr., Omar Ávila, Jorge Luis Pila                                                                                                 | Karyme Lozano, Tatiana Capote, Mirela Mendoza, Joemy Blanco, Susan Vohn, Ivelín Giro, Mariana Huerdo, Taniusha Mollet, Carmen Rodríguez                                 |
| 2009                | Nuevo rico nuevo pobre      | Sin representación | Carolina Acevedo |
| 2009                | Nuestra Belleza Latina 2009 | Sin representación | Greidys Gil |
| 2009                | El último matrimonio feliz  | Ricardo Vélez, Jorge Cao, Juan Pablo Espinosa, Biassini Segura, Juan Galindo, Marcelo Dos Santos | Coraima Torres, Marianela Quintero, Lina Balbuena, Estefanía Borge, Julieth Herrera, Catherine Mira, Cristina Campuzano                                                 |
| 2009                | Muñoz vale x 2              | Mauricio Vélez, Claudio Cataño | Sandra Reyes, Helga Díaz |

## Legado
La guerra de los sexos es considerado como una de las producciones más exitosas y emblemáticas de la historia de la televisión venezolana, siendo la impulsora de las carreras artísticas de sus animadores principales Viviana Gibelli y Daniel Sarcos ambos conocidos en Venezuela antes del programa pero conocidos en el exterior gracias al Game Show. El programa era uno de los cuales su producción era muy costosa puesto a que los artistas invitados se les pagaba gran cantidad de Bolívares (Moneda venezolana) o en Dólares a las estrellas internacionales y eran traídos en aviones de primera clase, también se le pagaba al público presente en las grabaciones. Además, este fue el primer segmento de Súper Sábado Sensacional en transmitirse en ediciones especiales como en la transmisión del Festival Internacional de la Orquídea en la ciudad de Maracaibo en 2000, 2003 y 2004, ante más de 35.000 espectadores. 
Debido al humor negro manejado en el programa, los insultos emitidos por los invitados y algunas gincanas inapropiadas, incluyendo El striptease intelectual, el programa fue duramente criticado por el gobierno de Hugo Chávez, siendo censurado en su penúltimo episodio de 2004 con la Ley de responsabilidad social en radio y televisión (Ley RESORTE), la producción del programa cambió, ahora prohibiendo los insultos y parte del humor negro y retirando las gincanas consideradas inapropiadas para el público infantil. Pese a ello, el programa seguía ganando popularidad.
En 2009, cuando el programa se independiza de Súper sábado sensacional logra posicionarse como el programa con mayor índice de audiencia de 2009 superando al propio Súper sábado sensacional (Quien siempre obtiene el puesto N.º 1 en audiencias) y las telenovelas nacionales e internacionales.

## Versiones locales
- Estados Unidos: Men vs. Women - Esto es guerra
- España: Ellos y Ellas
- Colombia: Guerreros (Canal 1 (Colombia), 2017-2022)
- Costa Rica: Guerreros (Repretel, Canal 11 (Costa Rica), 2017)
- México: Mujeres contra Hombres, Sexos en Guerra (TV Azteca, 2002-2005)
- Paraguay: Hombres vs. Mujeres (Canal 13 RPC, 2001-2003)
- Argentina: La guerra de los sexos (Azul TV, 2000-2001)
- Honduras: Mega Sexo's
- Canadá: The battle of the Sexes/La bataille des Sexes
- Bolivia: Esto es guerra - Red PAT (2015-)
- Venezuela: Ellas y Ellos - Venevisión Continental (2000)
- Perú: Esto es guerra - América Televisión (2012-)
- Ecuador: La Guerra de los Sexos Ecuador (TC Televisión, 2010-2012)
- Panamá: Esto es guerra - TVN (2016-2018)
- Puerto Rico: Guerreros (WAPA-TV (Puerto Rico), 2019-2023)
- Republica Dominicana: La Guerra de Los Sexos RD (Telesistema) Primera Temporada, (Color Visión) Segunda Temporada (2020-2021)